# Lappskatteland

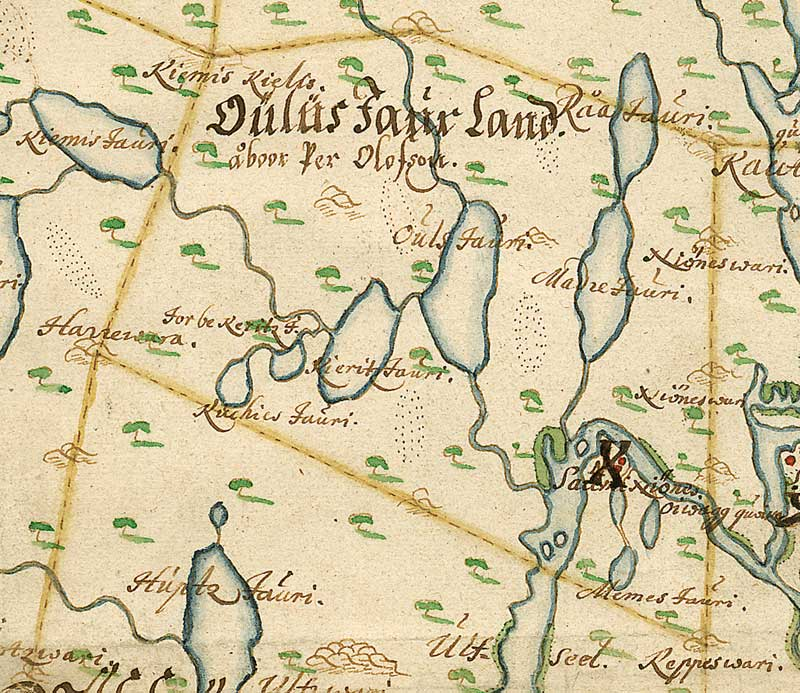
Lappskattelandet Oulusjaur, avbildat på Jonas Persson Geddas karta över Umeå lappmark från 1671. Landet låg strax väster om nuvarande Sorsele.

Ett lappskatteland är ett landområde i lappmarken som brukades av ett eller flera hushåll, vanligen bestående av samer, och som noterades i skattelängderna för lappskatt. Lappskatteland är kända från mitten av 1600-talet och fram till 1928.

## Historia

### Samernas egen landfördelning
Det är inte känt när lappskattelanden uppkom. Den äldsta uppgiften om att enskilda samer brukade specifika landområden är från 1568, då det i lappskattelängden för Jämtland och Ångermanland nämns att två samer betalat skatt för brukandet av Harchara fiellet (Hartkjölen mellan Gäddede och Hotagen). Det talas dock inte uttryckligen om land. Från och med mitten av 1600-talet blir beläggen betydligt fler. År 1670 lät landshövdingen i Västerbottens län, Johan Graan, göra upp en förteckning över samtliga skattebetalande samer inom Ume lappmark samt vilket land och vilka fiskevatten som var och en brukade. I inledningen till förteckningen noterade han: "...om det land som var och en lapp besitter, med dess särskilda fiskevatten, har man aldrig haft vetskap om, eller i några jordböcker tillförne finnes". Lappskattelanden hade alltså inte införts av svenska myndigheter; de hade sitt upphov inom det samiska samhället.

### Kännedom om landens namn och gränser
År 1695 införde Karl XI en skatteordning som gick ut på att varje lappby skulle skattläggas för en klumpsumma. I samband med att skattesummorna fastställdes upprättades en jordebok för samtliga lappmarker, där alla de skattebetalande samerna räknades upp tillsammans med namnet på det land som var och en brukade. Det är den första någorlunda fullständiga förteckningen över lappskatteland. I vissa lappbyar verkar dock landen ha varit mindre viktiga. För Tuorponbyn i Lule lappmark anges inga land. Detsamma gäller Ranbyn i Ume lappmark, där det vid den förste skattebetalaren noteras att han "har intet något visst land, utan flyttar av och an på fjällen så väl som alla hans grannar".
Skattelandens gränser framgick inte av några av de nämnda källorna. Det enda dokument från 1600-talet som anger gränser är lantmätaren Jonas Perssons Geddas karta över Umeå lappmark, upprättad 1671 på initiativ av landshövding Johan Graan.
Under 1700-talet tog samerna i allt större utsträckning upp tvister om lappskatteland vid tingen, såväl inbördes tvister som konflikter med nybyggare. I domböckerna finns därför en omfattande dokumentation av landen. Under 1800-talet blev det allt vanligare att landinnehavare ansökte hos länsstyrelsen om inrymning (bevis på upplåtelse) för sitt land. De handlingar som då upprättades innehåller detaljerade beskrivningar av landens gränser. Med hjälp av dessa har rösen och andra gränsmarkeringar kunnat återfinnas i skog och mark.

### Avskaffade formellt men inte i praktiken
När den första renbeteslagen kom 1886 stadgades att de områden som upplåtits för lapparna skulle delas i lappbyar. Inom dessa byar skulle renskötseln ske kollektivt, och lagstiftarens avsikt var att lappskattelanden samtidigt skulle avskaffas. Så skedde emellertid inte i praktiken. Lappfogden i Västerbottens län, Fredrik Burman, hyste stor beundran för äldre tiders renskötsel och menade att skattelandet var väl så viktigt för renskötaren som hemmanet var för bonden. Genom att upprätthålla lappskattelanden skulle renskötseln bedrivas under mer ordnade former och med större tillfredsställelse för renskötarna. När byordningar i enlighet med 1898 år renbeteslag utfärdades 1899 innehöll de därför föreskrifter om individuella betesområden, vilka i praktiken var desamma som de tidigare lappskattelanden. Så sent som 1897 meddelade länsstyrelsen i Västerbotten inrymning på ett lappskatteland. En förteckning från 1914 visar att det då inom Malå fanns 4 lappskatteland, inom Ranbyn 10, inom Granbyn 7, inom Umbyn 14, inom Vapsten 7, inom Vilhelmina norra lappby 11 och inom Vilhelmina södra lappby 10.

### Slutgiltigt avskaffande
Lappskatten avskaffades genom ett riksdagsbeslut 1928, och därmed försvann också lappskattelanden för gott.

## Äganderätten till landen
Lappskattelandens rättsliga ställning har varit föremål för omfattande forskning. Särskilt mycket uppmärksamhet har ägnats åt frågan om landens jordnatur: huruvida de var krono (i statens ägo) eller skatte (i enskilda personers ägo). 
Juristen Åke Holmbäck lade 1922 fram en utredning på uppdrag av socialdepartementet, där han kom fram till att skattelanden var krono och att de således bara upplåtits till enskilda brukare. Samtidigt redovisade han många belägg för att den same som var i besittning av ett lappskatteland hade en stark rätt till detta land. Ingen same fick nyttja någon annans land utom efter överenskommelse med innehavaren. Landen kunde såväl ärvas som överlåtas. Dessa principer tillämpades av häradsrätterna, som var den instans där tvister om lappskatteland togs upp under 1600- och 1700-talen. Åke Holmbäck menade att dessa rättsregler kunde vara ett arv från gamla samiska domstolar, vilket innebar att arvsrätten var det primära och domstolarnas medverkan sekundär. Ändå blev hans slutsats att domstolarna aldrig riktigt hade godtagit samernas äganderätt till lappskattelanden.
Kulturgeografen Filip Hultblad, som studerade lappskattelanden och kolonisationsprocessen i Jokkmokks socken, menade att hans material helt och hållet styrkte Holmbäcks slutsatser. Landen hade inte upplåtits med äganderätt utan endast med brukningsrätt.
Juristen Kaisa Korpijaakko-Labba tillbakavisade i grunden de tidigare forskarnas slutsatser. Hon menade att lappskattelanden på 1600-talet var av skattenatur och att samerna i privaträttsligt hänseende betraktades som ägare till sina land. Landen var att jämställa med de fastigheter som fanns i andra delar av riket. De hade fasta gränser och var införda i jordeböcker. 
Historikern Lennart Lundmark har i sin tur tillbakavisat flera av Korpijaakko-Labbas argument, särskilt de som går ut på att samernas skatteland på 1600-talet skulle ha varit mantalssatta och skattlagda på samma sätt som skatteböndernas jord. Han menar att källmaterialet inte tillåter någon annan slutsats än att kronan baserade skatten i lappmarken på person, inte på jord. Dock är han överens med henne om att landen på 1600-talet behandlades som skattejord. Lundmark har också ingående resonerat kring vad äganderättsbegreppet egentligen innebär. Han framhåller att grundprincipen på 1600-talet var att skattebondens jord skulle brukas så att den gav kronan största möjliga nytta. Det fanns så många inskränkningar i bondens rätt till jorden att man inte kunde tala om äganderätt i modern mening. Enligt Lundmark bör man därför inte tala om äganderätt vare sig när det gäller samer eller skattebönder före 1789. 

## Myndigheternas vacklande inställning
När det gäller de svenska myndigheternas syn på lappskattelanden har Lennart Lundmark delat in utvecklingen i sex skeden:
- Ointressets tid (till cirka 1650). Samerna skötte sina angelägenheter utan inblandning av det svenska rättssystemet. Lappfogdarna upprättade skattelängder och kunde utdöma böter för mindre förseelser, men lade sig inte i frågor om nyttjande av mark och vatten.
- Otvetydighetens tid (1650–1673). I början av 1600-talet började den svenska häradsrätten verka i Lappmarken, och domböcker finns bevarade från seklets mitt. Fortfarande var dock det svenska inflytandet över mark och vatten litet, eftersom häradsrätten baserade sina domar på det samiska samhällets sedvanerätt. Under denna period var kronans fogdar och häradsrätten eniga om att lappskattelanden skulle behandlas som skattejord.
- Obeslutsamhetens tid (1673–1696). Lappskattelanden sågs fortfarande som skattejord, men började ifrågasättas. Västerbottens landshövding Johan Graan, som hade samtliga lappmarker inom sitt län, menade att lappskattelanden var orimligt stora för en familj. Enligt lag och gällande rättspraxis fick ingen besitta mer jord än han kunde bruka, och Graan menade att detta även gällde lappskattelanden. Därför ville Graan låta jordbrukare slå sig ned på delar av landen. Så småningom blev han av den uppfattningen att all jord ursprungligen tillhört kronan och att ingen kunde betraktas som innehavare av skattejord utan att kunna visa papper på detta.
- Oenighetens tid (1696–1800). Perioden inleddes med att Västerbottens landshövding förklarade att lappskattelanden var ”kronans allmänning”. Därefter ifrågasatte landshövdingarna häradstingets rätt att utfärda inrymningar på lappskatteland så att de fick karaktär av skattejord. Häradsrättens domsmakt, som byggde på samisk sedvanerätt, blev alltmer trängd mot slutet av seklet. 1789 fick skattebönderna en äganderätt av modernt slag till sin jord, men samerna fick aldrig någon motsvarande rätt till sina skatteland.
- Oredans tid (1800–1898). Även häradsrätten började nu uppfatta lappskattelanden som kronojord och skrev in detta i domböckerna. Därefter slutade rätten helt att hävda sin domsrätt över lappskattelanden, varvid länsstyrelsen tog över. Det fanns dock inga förordningar som reglerade hur lappskattelanden skulle behandlas. Sedan norra delen av det gamla Västerbottens län avskilts och blivit Norrbottens län 1810 utvecklades olika praxis i de båda länen. I Norrbottens län slutade länsstyrelsen att utfärda inrymningar på lappskatteland 1862, medan inrymningarna fortsatte i Västerbottens län.
- Omvandlingens tid (1898–1928). Som myndigheterna såg det fanns lappskattelanden nu enbart kvar i Arjeplog och Arvidsjaur i Norrbottens län samt i hela Västerbottens län. I Västerbotten utformade lappfogden under 1800-talets sista år byordningar i samråd med de renskötande samerna, och där återupprättades lappskattelanden. I längden gick lappskattelanden dock inte att förena med de lagar och administrativa ordningar som infördes. År 1928 avskattades lappskatten, och därmed försvann även lappskattelanden.[15]

## Fotnoter
1. ↑  Holmbäck (1922), s. 9–10.
2. ↑  Wiklund & Qvigstad (1909), s. 237–240.
3. ↑  Holmbäck (1922), s. 16–23.
4. ↑  Norstedt (2011).
5. ↑  Lundmark (2006), s. 108–118.
6. ↑  Samernas vita bok III:1.
7. ↑  Korhonen (2002:1, 2)
8. ↑  Lantto (2012), s. 108.
9. ↑  Holmbäck (1922), s. 67–71.
10. ↑  Lundmark (2006), s. 176.
11. ↑  Holmbäck (1922), s. 41–43.
12. ↑  Hultblad (1968), s. 83.
13. ↑  Korpijaakko-Labba (1994), s. 327, 364, 382.
14. ↑  Lundmark (2006), s. 30, 40–45.
15. ↑  Lundmark (2006).